# Естин
Естин (на френски: Estinnes) е селище в Югозападна Белгия, окръг Тюен на провинция Ено. Населението му е около 7400 души (2006).